# Haltom City
Haltom City és una població dels Estats Units a l'estat de Texas. Segons el cens del 2000 tenia 39.018 habitants.

## Demografia
Segons el cens del 2000, Haltom City tenia 39.018 habitants, 14.922 habitatges, i 9.997 famílies. La densitat de població era de 1.215,9 habitants/km².
Dels 14.922 habitatges en un 33,7% hi vivien nens de menys de 18 anys, en un 49,4% hi vivien parelles casades, en un 12% dones solteres, i en un 33% no eren unitats familiars. En el 27,1% dels habitatges hi vivien persones soles el 8% de les quals corresponia a persones de 65 anys o més que vivien soles. El nombre mitjà de persones vivint en cada habitatge era de 2,61 i el nombre mitjà de persones que vivien en cada família era de 3,19.
Per edats la població es repartia de la següent manera: un 27,1% tenia menys de 18 anys, un 10,2% entre 18 i 24, un 32,9% entre 25 i 44, un 19,4% de 45 a 60 i un 10,4% 65 anys o més.
L'edat mitjana era de 32 anys. Per cada 100 dones de 18 o més anys hi havia 98,1 homes.
La renda mitjana per habitatge era de 38.818$ i la renda mitjana per família de 42.706$. Els homes tenien una renda mitjana de 32.785$ mentre que les dones 26.013$. La renda per capita de la població era de 17.740$. Aproximadament el 7,6% de les famílies i el 10% de la població estaven per davall del llindar de pobresa.

## Poblacions més properes
El següent diagrama mostra les poblacions més properes.